# Tmesisternus dohertyi
Tmesisternus dohertyi es una especie de escarabajo del género Tmesisternus, familia Cerambycidae. Fue descrita científicamente por Jordan en 1894.
Habita en Papúa Nueva Guinea y Nueva Guinea Occidental. Esta especie mide 24-28 mm.